# Јован Лазаревић
Јован Лазаревић је био књижар у Београду, власник Главне српске књижаре.

## Главна српска књижара

### Оснивање Главне српске књижаре
У главној чаршији Београда, у некадашњој Дубровачкој, а данашњој улици Краља Петра, у дућану Друштва Слоге, на чијем се месту данас налази задужбина Николе Спасића, налазила се Главна српска књижара. Власник поменуте књижаре је био београдски трговац и брат др Радмила Лазаревића, Јован Д. Лазаревић. Право на оснивање Главне српске књижаре у Београду добио је 1870. године.
У Главној српској књижари су се могле пронаћи све књиге државног издања, од Гласника српског ученог друштва, па све до разних бољих српских књига. Такође, у књижари су се могле наћи и књиге на француском и немачком језику. Међутим, књига за ширу популацију, односно забавног карактера, у овој књижари није било.

### Значај Главне српске књижаре
Почетком седамдесетих година деветнаестог века у Београду су постојале само три књижарнице, а једна од њих је управо била Главна српска књижара. Друге две су биле књижара Добривојевића у згради основне школе код Саборне цркве и књижара на Варош-капији, чији је власник био Велимир Валожић који се 1852. године оженио Персидом, ћерком Јована Лазаревића.
Иако у Главној српској књижари нису одржавани скупови интелектуалаца тога времена, нити је имала, по данашњим стандардима, довољно велик и осветљен излог, Главна српска књижара је представљала значајну књижарницу тога периода. О њеном значају и слабој конкуренцији говори и чињеница да је и поред лоше нарави Јована Лазаревића и његовог помоћника књижара успешно настављала са својим радом.

#### Пример
У Србији су средином деветнаестог века у оптицају биле готово све европске монете, чак 43 разне валуте... Почетком 1886, искован је први српски новац – сребрењак – од једне, пет и десет пара, са ликом Михаила Обреновића...
Један млади човек је у књижари Јована Лазаревића купио нову књигу професора Милоша С. Милојевића Путописна дела праве старе Србије – цена књиге 2 цванцика (1,6 динара). Купац је дао рубљу (4 динара), а Лазаревић вратио кусур један звездар (руски новац, сребрн, са две звездице – вредност 3 половине гроша или 0,7 динара). Купац, Србин из Војводине, студент у Београду, невичан још разноврсној монети која је тада била у употреби на овим просторима, одгурнуо је тај новац: „Молим Вас, замените ми другим, не разумем се у тај новац.“ Лазаревић се тада разљутио: „Зар Вас није стид да не познајете новац у држави у којој живите?! Ако Вам није право, вратите књигу, ево Вам рубља коју сте дали!“